# إيودوكسوس من كنيدوس
إيودوكسوس من كنيدوس (408 ق م-355 ق م) هو فلكي و رياضياتي و طبيب يوناني، كما أنه تلميذ لأفلاطون، أكثر ما عُرف عنه هو أنه من أوائل من حاولوا وضع نظرية حول حركة الكواكب.
لم يبقَ الكثير من كتاباته، أما المعلومات المتوفرة عنه حالياً فقد تم استقائها من مصادر ثانوية، كتعليقات هيبارخوس على قصيدة فاينومينا لأراتوس، و التي تناول فيها موضوع الفلك. كذلك فإن دراسة سفايريكاي (الأكر) لثيودوسيوس البيثيني التي حُفظت بنسختها العربية"الأكُر" و التي ترجمها قسطا بن لوقا و نقحها ثابت بن قرة، كانت قد اعتمدت على أعمال إيودوكسوس، كما ترك أرخميدس بعض الاقتباسات من أعمال إيودوكسوس.

## الحياة
وُلد في مدينة كنيدوس الواقعة في آسيا الصغرى لعائلة فقيرة. درس علم الهندسة على يد الفيثاغورثي أرخيتاس، كما تتلمذ في مجال الطب على يد فيليستيون من لوكري.
خلال حكم أيجيسيلاوس الثاني لإسبارطة، سافر إيودوكسوس إلى بلاد فارس و من ثم انتقل إلى مصر. عاد إلى أثينا في حقبة حكم ماوسول في حوالي العام 370 ق م.

## الفلك

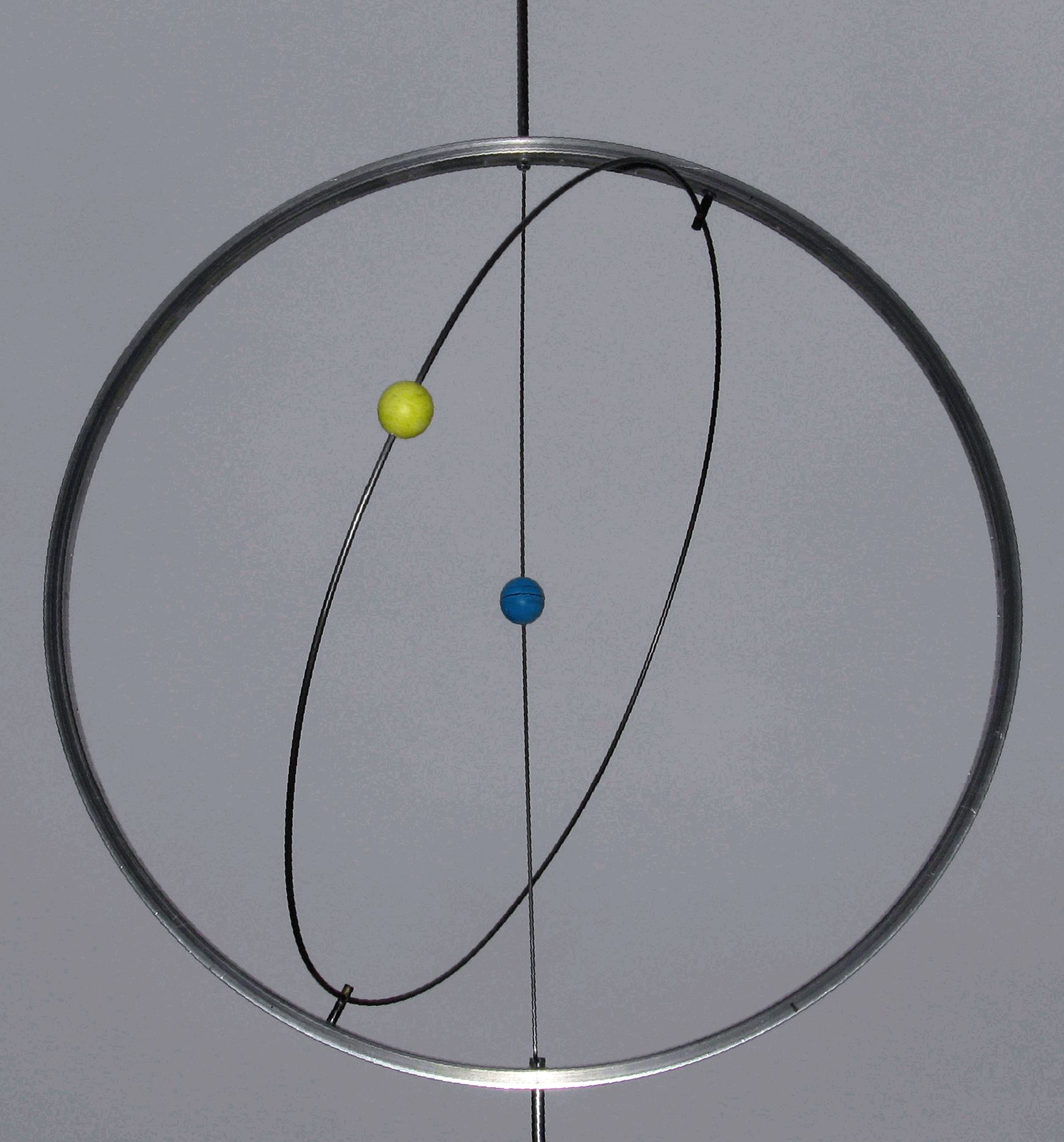
نموذج للكرتتين (هنا الحلقات) صممهما إودوكسوس لتمثيل حركة الشمس بالنسبة للأرض: تدور الكرة الأولى حول محور الأرض الممتد. الشمس مثبتة على الكرة الثانية، والتي تدور بشكل دوار على الكرة الأولى. الكرة الأولى تدور حول الأرض مرة واحدة في اليوم، وتأخذ معها الشمس. وتدور الكرة الثانية حول الكرة الأولى مرة واحدة كل عام. وبما أن محاور الكرتين تشكل زاوية مقدارها 23.5 درجة (انحراف مسار الشمس)، فإن الشمس تتحرك لأعلى ولأسفل طوال العام، مما يخلق الصيف والشتاء.

أهم إنجازات إيودوكسوس تتمثل في استنباطه نظرية الكرات متّحدة المركز، هذه النظرية كانت قد عرفت شكلها الأولي بفضل فيثاغورث كما أعاد أفلاطون تناولها في عمله طيماوس. يزعم إيودوكسوس بأن الكواكب و الشمس و النجوم الأخرى كلها تدور حول الأرض التي تبقى ثابتة. كذلك، فقد اعتبر أن حركة كل جرم من الأجرام السماوية تحكمها مجموعة من الكرات التابعة للجرم. نجح إيودوكسوس من خلال نظريته هذه في شرح ظاهرة الحركة العكسية للكواكب، و التي قام لاحقاً كل من أرسطو وكاليب بتطويرها. كان إيودوكسوس أول من قام بتحديد مدة العام الأرضي، حيث قدرها ب 365 يوم و 6 ساعات، لاحقا، خضعت هذه النتيجة للتحسين من قبل كريستوفر كالفوس بناء على طلب البابا غريغوري الثالث عشر، ليتم وضع التقويم الغريغوري.

## الرياضيات
يُنسب إلى إيودوكسوس وضعه طريقة الاستنفاد ،التي تسمح بالحساب التقريبي لمساحات و أحجام بعض الأشكال المعقدة.

## الفلسفة
نسب أرسطو إلى أيودوكسوس في عمله (الأخلاق النيقوماخية)، نسب إليه مجموعة من الآراء التي تصب في اتجاه مذهب المتعة الفلسفي، و يتمحور هذا المذهب حول فكرة مفادها بأن المتعة هي القيمة الجوهرية التي يتم السعي من أجلها.

## وصلات خارجية
- إيودوكسوس من كنيدوس على موقع الموسوعة البريطانية (الإنجليزية)
- إيودوكسوس من كنيدوس على موقع إن إن دي بي (الإنجليزية)